# Gigantes y cabezudos de Madrid

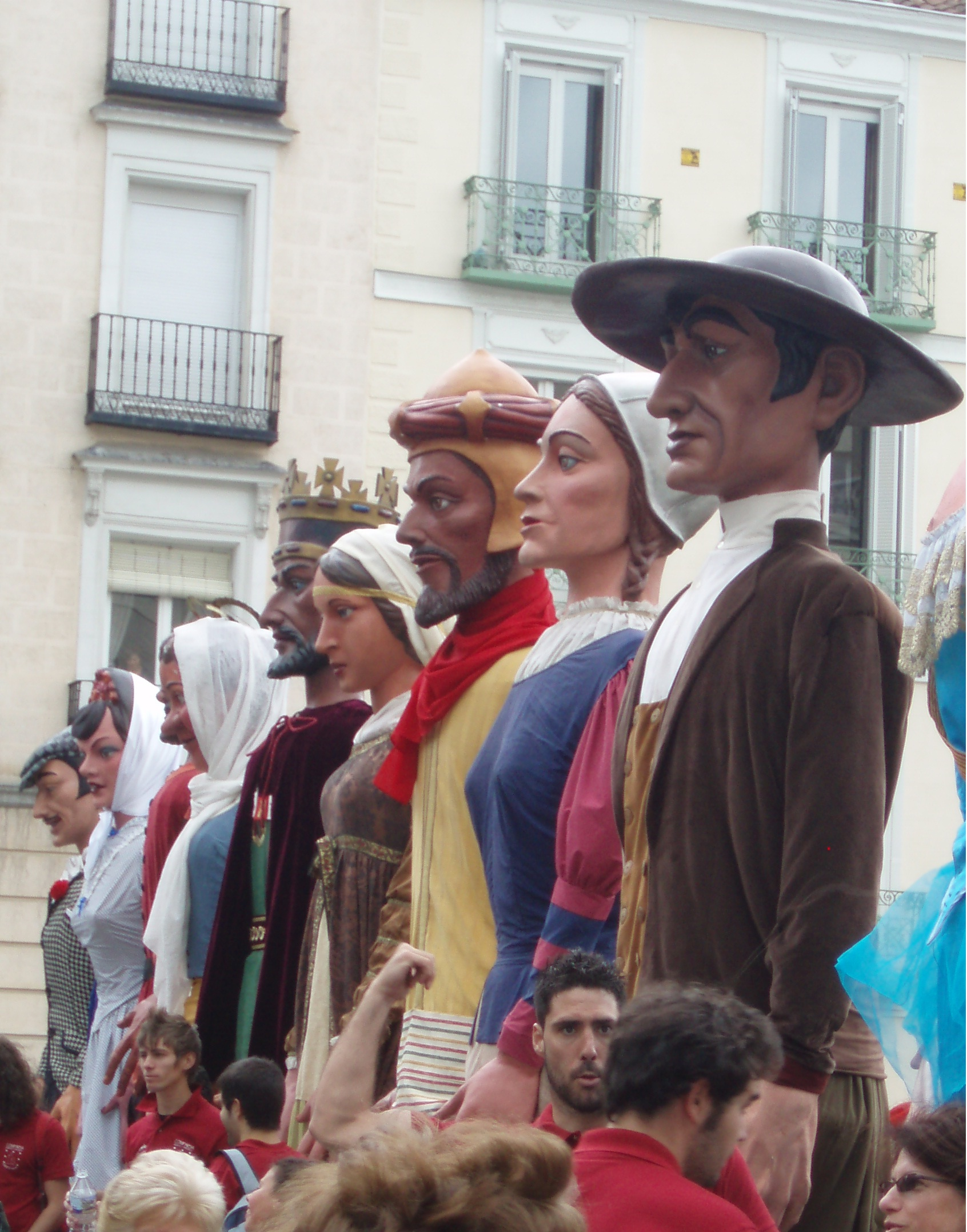

Los gigantes y cabezudos son una tradición muy arraigada en España. La comparsa de Madrid se estrenó en 1967 y desde entonces amenizan las castizas fiestas de San Isidro. Su residencia habitual se encuentra en el Museo de artes y tradiciones de Madrid (calle Carlos Arniches 3), donde pueden ser visitados por el público de manera gratuita. 

## Historia
Los primeros datos de los gigantes en Madrid corresponden a las procesiones del Corpus, en la Baja Edad Media. Desde entonces y de manera inconstante, los gigantes han paseado por las calles de la capital mientras los cabezudos trasteaban con los niños.
Durante la primera mitad del siglo XX aparecieron y desaparecieron diferentes grupos de gigantes y cabezudos. A mediados de la década de los sesenta, siendo alcalde Arias Navarro, se decidió dotar a Madrid de una comparsa de gigantes y cabezudos a la altura de la ciudad. Por ello acudieron a los artistas falleros de Valencia, incluyendo Regino Mas, quien construyó los ocho gigantes y seis cabezudos que fueron encargados por el Ayuntamiento de Madrid. Esta fue la última obra del fallero, y es una de sus pocas obras conservadas, junto con los Ninots indultados que aún se pueden visitar en Valencia. 
El 13 de mayo de 1967, coincidiendo con el inicio de las fiestas de San Isidro de ese año, en Madrid estrenó la comparsa vestida por Manuel Comba y contextualizada por Tomás Borras, cronista de la Villa. En la década de los ochenta, la familia aumentó pero luego fue entrando en una pronunciada decadencia. En 2003 comenzó a gestarse la recuperación de las figuras. Sin embargo, pese al impulso recibido, no fue suficiente. Fue entonces cuando, en 2010, un grupo de jóvenes decidió crear la Asociación Comparsa de gigantes y cabezudos de la Ciudad de Madrid.

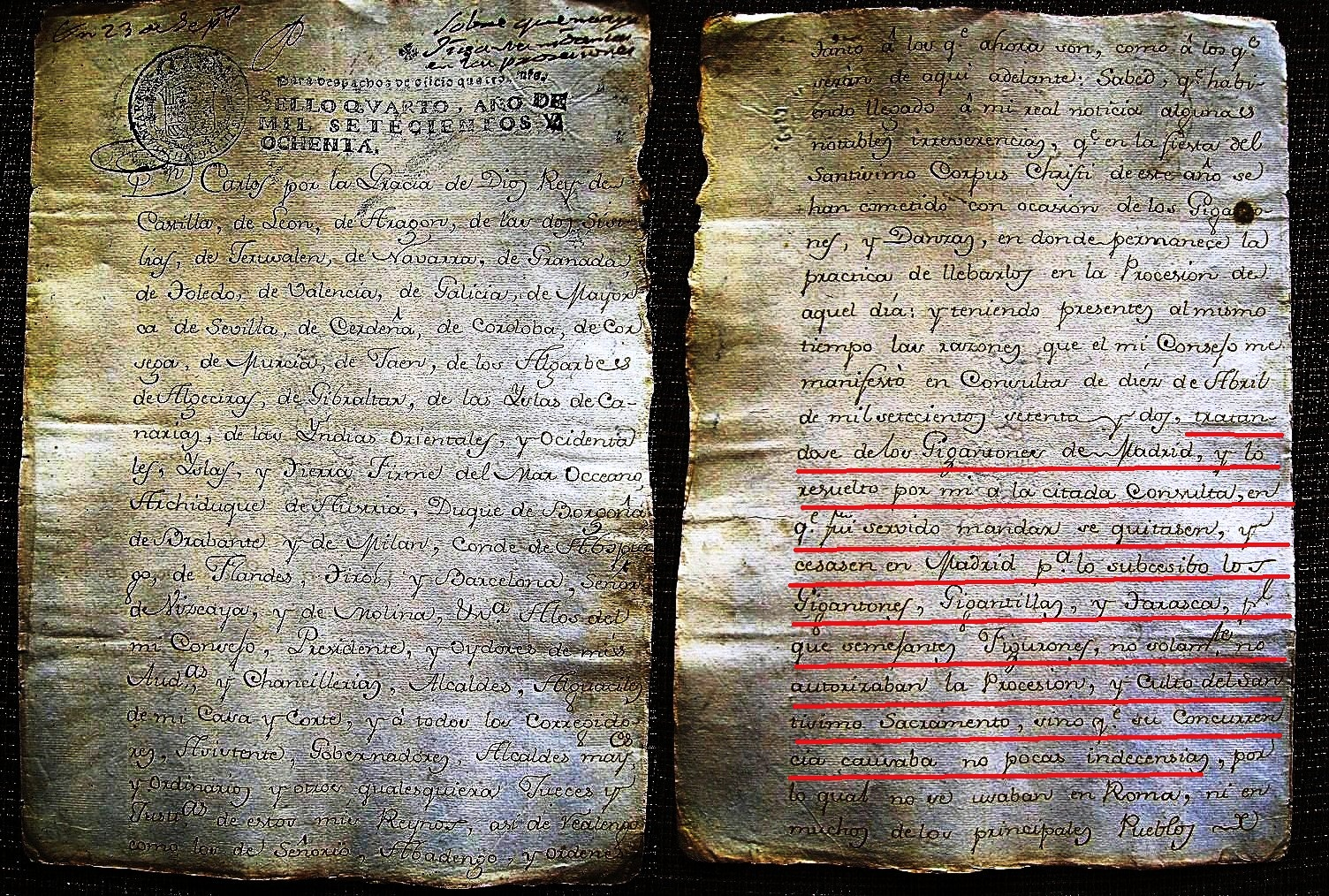
Prohibición de los Gigantones de Madrid por Carlos III

## Los gigantes
Los primeros seis gigantes (El Julián, la Maripepa, Alfonso VI, La Latina, El Alcalde de Móstoles y Manolita Malasaña) fueron creados por Regino Mas. Originalmente eran ocho, pero Muhammad I y La Arganzuela desaparecieron y fueron recuperados en 2003. 
La altura de los gigantes oscila entre 3,5 m de la Latina hasta 3,9 m de Alfonso VI y el peso  entre los 25 kg de Maripepa hasta los 55 kg  del Alcalde Móstoles. Para que los gigantes puedan bailar se necesita la participación de dos personas (giganteros) por figura, que van rotando, un baile cada uno, hasta el final de las actuaciones.
El Julián y la Mari Pepa

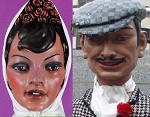
Gigantes Julian y Maripepa

Sus padres respectivos, López Silva, Fernández Shaw y Chapi, de la chulona; Ricardo de la Vega y Tomás Bretón, del Julián. Representan el entusiasmo, el querer lo que se quiere de verdad y él no dejarse robar el cascabelito del pronto y de la alegría.
Alfonso VI

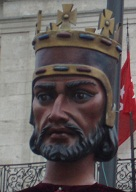
Gigante Alfonso VI

Uno de los Alfonsos de la Reconquista. Alfonso VI fue el del juramento ante el Cid; el “Bravo” conquistador de Madrid… La habilidad con la que sus hombres treparon las murallas del morisco fue lo que definió a los madrileños con el apelativo “gatos”.
La Latina

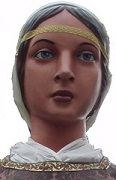
Gigante La latina

Beatriz Galindo. Siendo mujer alcanzó la fama de humanista en la misma ciudad universitaria que la vio nacer, Salamanca. En una época en la que una mujer decente era educada en la ignorancia, tan sólo con 18 años fue camarista de la reina Isabel, y tanto estudió e hizo estudiar a la corte, que pocas dudas albergó la Reina cuando Colón planteó que la bola del mundo era bola y por ello se podía ir de Oriente a Occidente por un camino más corto que el de Marco Polo. Su gigante representa la ciencia y el habla.
El Alcalde de Móstoles

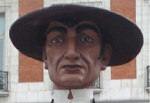
Gigante Alcalde Móstoles

Andrés Torrejón, de oficio labrador y alcalde por accidente, se encontró en el difícil trance de tener que declarar la guerra a Napoleón:
“…Procedamos, pues, a tomar las activas providencias para escarmentar tanta perfidia, acudiendo al socorro de Madrid y demás pueblos y levantándonos, pues no hay fuerzas que prevalezcan contra quien es leal y valiente…”
Firmado el bando por el alcalde, partieron los correos en todas direcciones. El resto es historia. Representa el coraje de los hombres justos.
Manolita Malasaña

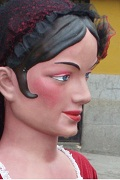
Gigante Manolita Malasaña

La chulilla madrileña tiene dieciséis años de edad y un humilde oficio de bordadora. Corren malos tiempos en aquellos mayos de Madrid. [¿cuál?] El general Murat emitió el siguiente bando: “Todo el que se halle con armas, será fusilado en el acto”. Manolita Malasaña lleva un arma: sus tijeras de modistilla; eso le costó la vida.
Muhammad I

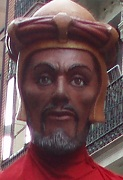
Gigante Mohammad I

Muhamad ben Abd-al-Rahman. Fue la prudencia táctica la que le llevó a apoderarse de una pequeña villa, para así amurallarla y convertirla en avanzado punto de defensa de la tan cotizada ciudad de Toledo. Y así nació un Mayrit cosmopolita que albergó tras sus murallas moriscos, judíos y cristianos. A él corresponde la gigantería de la Almudaina.

La Arganzuela

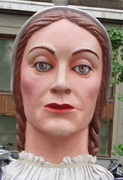
Gigante La Arganzuela

Sancha Daganzuela era huérfana de madre y de padre alfarero, al que llamaban el tío Daganzo por ser natural de este pueblo. Sanchita ejercía de aguadora y su naturaleza enfermiza contrastaba con su espíritu alegre y transparente; y cuenta la leyenda que ganó los favores de la reina por calmar su sed junto al Manzanares y por ello recibió las tierras que ahora llevan su nombre y que fueron, en tiempos, hermosos jardines y puesto ganadero. Representa la alegría y el frescor de las aguas.

## Los cabezudos
Cuatro de los ocho cabezudos fueron elaborados por Regino Mas, los otros cuatro se atribuyen a un artista madrileño de los años 90. 
Destaca el picador, que aparte del cabezudo tiene un caballo de gran valor artístico y que le dota de gran espectacularidad.
Los cabezudos suelen tener un peso moderado, cercano a los 5 kg, pero en algunos casos ese peso aumenta por los elaborados sombreros que portan. 

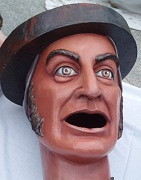
Luis Candelas
“Sé feliz, patria mía”. Tuvo su vida al igual que su taberna dos puertas: las dos de entrada y las dos de salida; la principal, la del caballero refinado, daba a la calle Tudescos, mientras que el bandolero urbano, audaz e ingenioso se escamoteaba por la de atrás. Y todo esto adornado con amoríos y deseos apasionados, que los hubo, pues si hay algo que en la memoria popular perdura es la coplilla a él dedicada:
“Debajo de la capa de Luis Candelas, mi corazón amante vuela que vuela”.
La tía Javiera

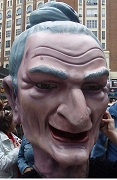
Tia Javiera

Como a nadie le amarga un dulce, es la tía Javiera quien pone remedio en fiestas y verbenas. Viene de Fuenlabrada cargada de rosquillas, las manos secas por la harina, el rostro curtido por los años y sus cabellos canos de tanto invierno.

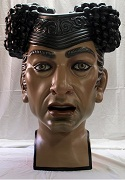
Cúchares
“No hay hombre sin otro hombre rival”
Don Francisco Arjona y Herrera, seguro de su estoque, gustaba de ejecutar todo tipo de engaños, como recortes y galleos. Fue el suyo un estilo muy particular, despreocupado y altivo ante el toro. Su técnica era buena y aún mejor su intuición. El chiclanero su mejor rival. Mendizábal, su amigo incondicional. Y su arte, “el de cúchares”, el que le hizo inmortal.
Fue reformado en mayo de 2011 tras su participación, junto a “El Melonés”, en la Exposición Universal de Shanghái de 2010. La labor fue realizado por el artista Aitor Calleja.

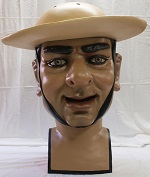
El Melonés

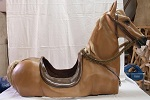
Caballito del Melonés

Torero perteneciente a la Belle époque. Picador de músculo y ciencia puesto que era caballista, jinete de lujo y buen rejoneador; y por todo ello, terminaba la faena con su caballo siempre ileso. También fue reformado durante mayo de 2011. 
Juana Calderón, la Marizápalos

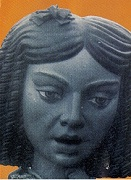
Marizápalos

“Era de mediana belleza, pero de un encanto singularísimo, con la voz tan graciosa y agradable que cautivaba a cuantos la oían”. Lo del rey al parecer fue como un flechazo. Apenas apareció en escena, quedóse don Felipe alelado y febril; y a pesar de las negativas de la actri,z tuvo aposento en palacio y un balcón, el de Marizápalos lo llamaba el pueblo; y a la mujer desgraciada, de candilejas enseguida la “embrujaron” y coplillas la dedicaron.

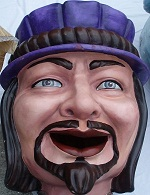
El Francesillo
Francés de Zúñiga pasó por la corte sus risas y bufonadas, sus injurias y calumnias; y dejó de ellas constancia en un manuscrito, crónica rabiosa de una sociedad y una época. Tanto se burló y tanto rio, que hasta de su muerte hizo un chiste y su último ademán fue el de sacarle la lengua a este mundo y a todos los mundos. Un estilo de vivir.
Doña Cundís

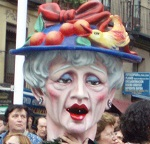
Doña Cundis

Facunda Conde Marín era de esos “tipos populares” conmovedores por su ingenuidad y casto semidelirio. Era bajita, de pelo entre plateado y castaño, iba repeinada, pulida y modosa. Rebozado el rostro en polvos de arroz, siempre elegante y bien compuesta. Y cantaba y decía ella, en el real: lo mismo tiple ligera que contralto. Fueron las calles de Madrid el escenario supletorio de su vida. Cantaba discreta sin mirar a nadie, pues se sentía en su teatro, el teatro del mundo, que era su paraíso. La limosna la recibía en una bolsita con sus “muchas gracias” de bien educadita. Alguien la llamó doña Cundís, y quedó. 
Lola la naranjera

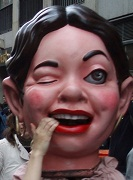
Lola la Naranjera

Mujer de armas tomar de las que pisan fuerte por donde quiera que van. Amante al mismo tiempo de Fernando VII y de Luis Candelas. Su poder y su notoriedad en los mandriles de la primera mitad del XIX fue importante y por eso tiene un cabezudo en su honor.

## Música
Los Gigantes y cabezudos no van solos. Van acompañados de varios grupos de dulzaineros que amenizan los bailes y marcan el ritmo del desfile. La comparsa tiene un grupo habitual que es el de “Los soplillo”, de Madrid, que acompaña a la asociación desde el año 2010. Las revoladas y valses acompañan a San Isidro y sus amigos cuando Paquillo y sus mozos deciden darle a la dulzaina.
En determinados momentos, como en el Pregón anual de San Isidro, viene a acompañar a la comparsa una banda de dulzaineros de Estella (Navarra) que ayudan, con su tono de dulzaina más dulce, a crear momentos mágicos en las fiestas de Madrid.